# Superliga de Suiza 2006-07
La Superliga de Suiza 2006-07 fue la 110.ª temporada de la máxima categoría del fútbol suizo.

## Tabla de posiciones
|     | Equipos                 | PJ | PG | PE | PP | GF | GC | Dif | Pts |
| --- | ----------------------- | -- | -- | -- | -- | -- | -- | --- | --- |
| 1.  | FC Zürich               | 36 | 23 | 6  | 7  | 67 | 32 | +35 | 75  |
| 2.  | FC Basel                | 36 | 22 | 8  | 6  | 77 | 40 | +37 | 74  |
| 3.  | FC Sion                 | 36 | 17 | 9  | 10 | 57 | 42 | +15 | 60  |
| 4.  | BSC Young Boys          | 36 | 17 | 8  | 11 | 52 | 42 | +10 | 59  |
| 5.  | FC St. Gallen           | 36 | 14 | 13 | 9  | 47 | 44 | +3  | 55  |
| 6.  | Grasshopper Club Zürich | 36 | 13 | 11 | 12 | 54 | 41 | +13 | 50  |
| 7.  | FC Thun                 | 36 | 10 | 7  | 19 | 30 | 58 | −28 | 37  |
| 8.  | FC Luzern               | 36 | 8  | 9  | 19 | 31 | 58 | −27 | 33  |
| 9.  | FC Aarau                | 36 | 6  | 8  | 22 | 28 | 55 | −37 | 26  |
| 10. | FC Schaffhausen         | 36 | 4  | 13 | 19 | 27 | 58 | −31 | 25  |

|  | Liga de Campeones de la UEFA 2007-08 |
|  | Copa de la UEFA 2007-08              |
|  | Copa Intertoto de la UEFA 2007       |
|  | Play-off de descenso                 |
|  | Descenso a la Challenge League       |

### Play-off de descenso
| Equipo 1      | Agr. | Equipo 2 | Ida | Vuelta |
| ------------- | ---- | -------- | --- | ------ |
| AC Bellinzona | 2:5  | FC Aarau | 1:2 | 1:3    |

Aarau mantiene la categoría por un global de 5-2.

## Goleadores
| # | Jugador             | Club           | Goles |
| - | ------------------- | -------------- | ----- |
| 1 | Mladen Petrić       | FC Basel       | 19    |
| 2 | Francisco Aguirre   | FC St. Gallen  | 16    |
| 3 | Álvaro Saborío      | FC Sion        | 14    |
| 3 | Alex Tachie-Mensah  | FC St. Gallen  | 14    |
| 5 | Raffael             | FC Zürich      | 13    |
| 6 | Sanel Kuljić        | FC Sion        | 12    |
| 7 | Ivan Rakitić        | FC Basel       | 11    |
| 8 | Thomas Häberli      | BSC Young Boys | 10    |
| 8 | Jean-Michel Tchouga | FC Luzern      | 10    |
| 8 | Hakan Yakın         | BSC Young Boys | 10    |